# César Osorio
César Osorio – wenezuelski zapaśnik walczący w stylu klasycznym. Brązowy medalista mistrzostw panamerykańskich w 2015 roku.